# Hunnenrede

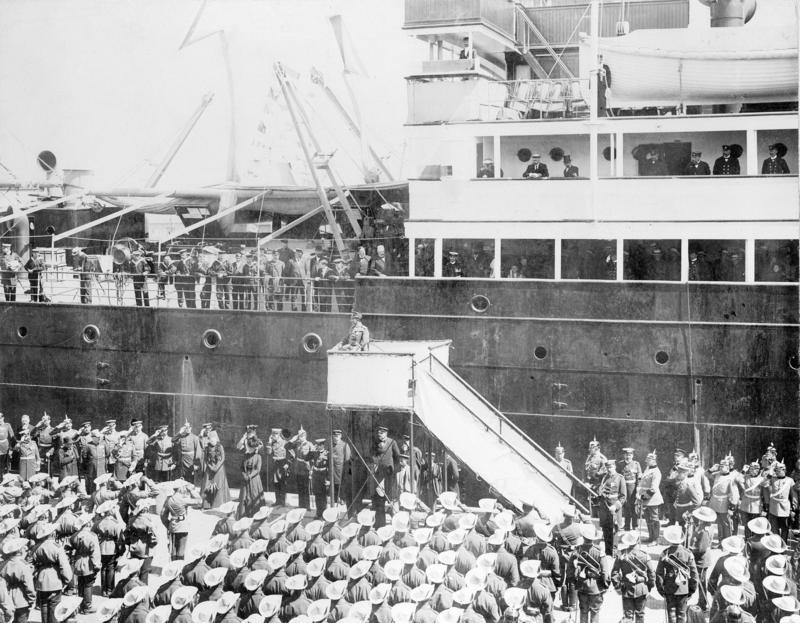
Keizer Wilhem II neemt afscheid van het Duitse Oost-Aziatische Expeditiekorps.

De Hunnenrede is een rede die op 27 juli 1900 door de Duitse keizer Wilhelm II te Bremerhaven werd gehouden, bij het vertrek van het Duitse Oost-Aziatische Expeditiekorps naar China om de Bokseropstand neer te slaan.
De rede viel vooral op door haar krijgszuchtige aard. De meest bekend geworden passage luidt: 
Pardon wird nicht gegeben. Gefangene werden nicht gemacht. Führt eure Waffen so, daß auf tausend Jahre hinaus kein Chinese mehr es wagt, einen Deutschen scheel anzusehen.
Nederlandse vertaling: Pardon wordt niet gegeven. Gevangenen worden niet gemaakt. Hanteert uw wapens zo, dat duizend jaar lang geen Chinees het meer waagt, een Duitser scheef aan te kijken.
Deze rede zou verkeerd geïnterpreteerd zijn. De zinnen: 'Pardon wordt niet gegeven. Gevangenen worden niet gemaakt.' kunnen ook bedoeld zijn als een waarschuwing dat de Boksers geen genade zouden kennen en geen gevangenen maakten, en niet als instructie aan het regiment om genadeloos iedere Chinees te doden. Bovenstaande versie is echter gecensureerd, en de staatssecretaris van Buitenlandse Zaken Bernhard von Bülow verplichtte kranten slechts de gecensureerde versie te publiceren. Toch drukten sommige lokale kranten de werkelijke woorden van Wilhelm II af, die een stuk krijgszuchtiger waren dan de officiële versie:
Kommt ihr vor den Feind, so wird derselbe geschlagen! Pardon wird nicht gegeben! Gefangene werden nicht gemacht! Wer euch in die Hände fällt, sei euch verfallen! Wie vor tausend Jahren die Hunnen unter ihrem König Etzel sich einen Namen gemacht, der sie noch jetzt in Überlieferung und Märchen gewaltig erscheinen läßt, so möge der Name Deutscher in China auf 1000 Jahre durch euch in einer Weise bestätigt werden, daß es niemals wieder ein Chinese wagt, einen Deutschen scheel anzusehen!
Nederlandse vertaling: Wanneer jullie de vijand ontmoeten, sla hem dan neer! Pardon wordt niet gegeven! Gevangenen worden niet gemaakt! Wie in jullie handen valt, is aan jullie overgeleverd. Zoals de Hunnen onder hun koning Attila duizend jaar geleden hun reputatie vestigden die nog steeds in de overlevering en volksverhalen formidabel aandoet, zo moge de Duitser in China voor de komende duizend jaar een zodanige reputatie vestigen, dat geen Chinees een Duitser meer scheef durft aan te kijken!
Er kan dan ook weinig twijfel aan bestaan dat Wilhelm II de soldaten wilde aanzetten tot een harde strafexpeditie. Waarschijnlijk zag de Duitse keizer dit als zijn recht, als vergelding voor de moord op Clemens Freiherr von Ketteler, een daad die binnen en buiten Duitsland als barbaars en strijdig met het internationale recht werd gezien. Daarbij kunnen koloniale denkbeelden als 'white man's burden' (het recht en de plicht van de blanke Europeaan de niet-blanken 'beschaving bij te brengen') mee hebben gespeeld, alsmede de angst van Europa voor het 'gele gevaar'. Soldaten die de rede hadden aangehoord interpreteerden deze ook als een instructie tot hard optreden tegen de Chinezen.
De soldaten die naar China vertrokken zouden de keizer letterlijk hebben genomen. Dit meldt cavalerist Heinrich Haslinde in zijn dagboek:
Es dauerte nicht lange bis Majestät erschien. Er hielt eine zündende Ansprach an uns, von der ich mir aber nur die folgenden Worte gemerkt habe: "Gefangene werden nicht gemacht, Pardon wird keinem Chinesen gegeben, der Euch in die Hände fällt."
Het duurde niet lang voordat Zijne Majesteit verscheen. Hij hield een aangrijpende toespraak voor ons, waarvan ik me alleen de volgende woorden herinnerde: "Er zullen geen gevangenen worden genomen, er zal geen kwartier worden gegeven aan de Chinezen die in jouw handen vallen."
Het is twijfelachtig dat Haslinde in de rest van het dagboek, dat in delen is gepubliceerd, nergens verwijst naar de toespraak van de keizer, die hij alleen op pagina 16 in het bovenstaande formulier vermeldt over zijn inscheping in Bremerhaven. In tegenstelling hiermee meldt hij – naast de ‘gebruikelijke’ willekeur van oorlog – ook dat hij en anderen gevangenen hebben genomen.
Wilhelms infanterieregiment kwam overigens te laat in China aan om nog van enige invloed op het krijgsverloop te zijn. Wel ondernamen de Duitsers na het succesvol neerslaan van de opstand een aantal strafexpedities in de omgeving van Beijing. Hierbij werd bruut geplunderd maar de Duitsers waren hierin zeker niet de enigen. Franse, Russische en Japanse troepen zouden zich eveneens schuldig hebben gemaakt aan oorlogsmisdaden tegen de bevolking. Generaal Chaffee meldde later dat voor elke geëxecuteerde Boxer ten minste 50 onschuldigen waren omgebracht. Overigens waren er ook buiten Duitsland velen die vonden dat de Chinezen hard aangepakt moesten worden.
Al vlak na het uitspreken werd de rede bekritiseerd in binnen- en buitenland. Tijdens de Eerste Wereldoorlog gebruikten de Britten deze rede in hun propaganda als een bewijs voor het oorlogszuchtig karakter van de Duitsers. Hierbij werd met name het platbranden van Leuven en de universiteitsbibliotheek op 25 augustus 1914 propagandistisch uitgebuit: de Duitsers werden gepresenteerd als barbaarse plunderaars en vernielers van eeuwenoude gebouwen en kennis. De Duitsers werden sindsdien door de Britten beschreven als de Hunnen.